# Verzweigung Härkingen
De Verzweigung Härkingen is een knooppunt in Zwitserland. Op dit knooppunt in de gemeente Härkingen sluiten de A1 en de A2 aan op de A1/A2.

## Configuratie
Het knooppunt is een half-sterknooppunt.